# Фельдфебель (Финляндия)
Фельдфебель (фин. Vääpeli, сокр. vääp.) — воинское звание унтер-офицерского состава, используемое в Силах обороны Финляндии.  
После провозглашения независимости Финляндии, фельдфебель являлся высшим званием в унтер-офицерском составе (за исключением отдельных родов войск), и даже в послевоенное время оставался для большинства унтер-офицеров наивысшим званием до которого они могли дослужится. Фельдфебели могли назначаться командирами взводов, инструкторами, специалистами по отдельным направлениям или старшинами рот. В финском военном жаргоне Фельдфебель имел прозвище мать роты (фин. komppanian äiti). 

## Старшина роты / офицер роты
В результате реформы штатной структуры Сил обороны Финляндии должность старшины роты (фин. yksikön vääpeli) стала независимой от воинского звания. Эту должность могли занимать как старшие сержанты, так и старшие лейтенанты. Фельдфебель, в частности, отвечал за питание личного состава, хозяйственное обеспечение и мог выступать старшим среди других унтер-офицеров подразделения. В 2002–2009 годах должность официально именовалась офицеры роты (фин. yksikköupseeri). В июле 2009 года с введением нового старое наименование было восстановлено.  

## Другие обязанности фельдфебеля
До начала 1990-х годов выпускники офицерского училища Финляндии по специальности «технические офицеры» получали воинское звание ваапели. Среди организаций добровольной обороны к относится «Лига Фельдфебелей » (фин. Vääpelikilta ry), занимающаяся подготовкой резервистов в области снабжения и тыла.  

Знак различия пехоты на воротнике формы M/65 (персонал)
Знак различия ВВС на воротнике формы M/65 (персонал)
Нарукавный шеврон